# Dauphin-Gruppe
Die Dauphin-Gruppe ist ein Möbelhersteller mit Sitz in Offenhausen bei Nürnberg. Die Dauphin-Gruppe hat rund 612 Beschäftigte und einen Umsatz von 120 Mio. Euro (2023), sie unterhält 18 Fertigungsstandorte und Vertriebsgesellschaften in zahlreichen Ländern sowie Niederlassungen und Lizenznehmer in über 80 Ländern. In eigenen Produktionsstätten werden weltweit durchschnittlich 1400 Stühle pro Tag gefertigt.

## Geschichte
Im Jahr 1968 wurde Friedrich Wilhelm Dauphin durch den britischen Bürostuhlproduzenten Evertaut beauftragt, den deutschen Büromöbelmarkt zu analysieren. Im Anschluss erwarb Dauphin dessen deutsche Niederlassung. Im gleichen Jahr begann er mit Import, Montage und Vertrieb der Evertaut-Stühle. 1972 später wurde das Unternehmen in „Friedrich-W. Dauphin, Alleinimport Evertaut International“ umbenannt. Seit 1973 befindet sich der Hauptsitz des Unternehmens in Offenhausen bei Nürnberg. 1984 erfolgte die Umbenennung des Unternehmens in „Bürositzmöbelfabrik Friedrich-W-Dauphin“.
In den 1980er und 1990er Jahren baute Dauphin das Exportgeschäft aus und vergrößerte das Unternehmen. Unter anderem hält das Unternehmen ein Patent auf die erste Synchron-Mechanik für Bürostühle.
1991 wurden alle Firmen des Familienunternehmens in der Holding „Dauphin Office Interiors GmbH & Co. KG“ zusammengeführt. Mit der Gründung der Dauphin HumanDesign Group GmbH & Co. KG im Herbst 2002 bündelte das Unternehmen Vertrieb, Marketing und Beratung. Mit der Gründung der Marke Dauphin Home erfolgte 2010 die Erweiterung der Dauphin-Gruppe auf den Wohnmöbelsektor.

## Firmen und Firmensitze der Dauphin-Gruppe
- Dauphin Office Interiors GmbH & Co. KG, Offenhausen (Holding)[10]
- Züco Bürositzmöbel AG, St. Gallen/Schweiz (Vertriebsgesellschaft)
- BOSSE Design Gesellschaft für innovative Office Interiors mbH & Co. KG, Höxter (Möbel, Raum-im-Raum-Systeme)
- Dauphin Components GmbH & Co. KG, Pößneck (Sitzmechaniken)
- ehemalige Artifex Büromöbel GmbH, Neukirchen (Polstertechnik)[11], seit 1. Januar 2024 Teil der Dauphin HumanDesign Group GmbH & Co. KG
- Dauphin Entwicklungs- und Beteiligungsges. mbH, Hersbruck (Design und Konstruktion)
- Dauphin HumanDesign Group GmbH & Co. KG, Offenhausen (Vertriebs- und Marketinggesellschaft)
- BSK Büro + Designhaus GmbH, Nürnberg (Bürofachhandel)[12]

## Unternehmensmarken
Vertriebsgesellschaft der Dauphin-Gruppe ist die Dauphin HumanDesign Group GmbH & Co. KG. Zum Unternehmen gehören die Marken Dauphin, Bosse, Trendoffice, Züco und Dauphin Home.
Im Juli 2023 führte die Dauphin HumanDesign Group das innovative New Work Konzept „Dauphin Workheart“ für die Arbeitswelt von morgen ein. Nach eigenen Angaben grundlegend anders sei die Aufteilung der Bürofläche nach den drei Kategorien ME, TEAM und FAMILY. Hierbei werde das Büro unter dem Claim „from super private to super social“ nach dem gewünschten Grad der sozialen Interaktion individuell geplant und eingerichtet.